# Segunda División A 1935/36
De Segunda División A 1935/36 was het achtste seizoen van het tweede niveau van het Spaans voetbalkampioenschap.

## Voorronde

### Groep 1
|   | Club                   | WG | W | G | V  | DV | DT | +/- | P   |                                     |
| - | ---------------------- | -- | - | - | -- | -- | -- | --- | --- | ----------------------------------- |
| 1 | Celta de Vigo          | 14 | 8 | 2 | 4  | 43 | 24 | +19 | 18  | Kwalificatie voor de eindronde      |
| 2 | Real Zaragoza          | 14 | 7 | 4 | 3  | 31 | 12 | +19 | 18  | Kwalificatie voor de eindronde      |
| 3 | Sporting Gijón         | 14 | 6 | 4 | 4  | 32 | 26 | +6  | 16  |                                     |
| 4 | Real Valladolid        | 14 | 6 | 3 | 5  | 31 | 26 | +5  | 15  |                                     |
| 5 | Real Avilés Industrial | 14 | 6 | 2 | 6  | 26 | 41 | -15 | 14  |                                     |
| 6 | CD Nacional de Madrid  | 14 | 6 | 1 | 7  | 34 | 27 | +7  | 131 | Degradatie naar de Tercera División |
| 7 | Deportivo La Coruña    | 14 | 4 | 3 | 7  | 19 | 35 | -16 | 11  |                                     |
| 8 | Real Vigo Sporting     | 14 | 3 | 1 | 10 | 27 | 52 | -25 | 7   | Degradatie naar de Tercera División |

1CD Nacional de Madrid degradeerde in plaats van Deportivo La Coruña omdat de Madrileense club werd opgeheven.

### Groep 2
|   | Club                 | WG | W  | G | V | DV | DT | +/- | P  |                                     |
| - | -------------------- | -- | -- | - | - | -- | -- | --- | -- | ----------------------------------- |
| 1 | Girona FC            | 14 | 10 | 1 | 3 | 34 | 13 | +21 | 21 | Kwalificatie voor de eindronde      |
| 2 | Arenas Club de Getxo | 14 | 9  | 2 | 3 | 32 | 27 | +5  | 20 | Kwalificatie voor de eindronde      |
| 3 | Barakaldo CF         | 14 | 8  | 1 | 5 | 32 | 25 | +7  | 17 |                                     |
| 4 | CF Badalona          | 14 | 5  | 2 | 7 | 28 | 31 | -3  | 12 |                                     |
| 5 | CE Sabadell          | 14 | 5  | 2 | 7 | 26 | 29 | -3  | 12 |                                     |
| 6 | Donostia FC          | 14 | 5  | 2 | 7 | 25 | 35 | -10 | 12 |                                     |
| 7 | CE Júpiter           | 14 | 4  | 2 | 8 | 23 | 35 | -12 | 10 | Degradatie naar de Tercera División |
| 8 | Real Unión           | 14 | 3  | 2 | 9 | 22 | 27 | -5  | 8  | Degradatie naar de Tercera División |

### Groep 3
|   | Club                  | WG | W  | G | V | DV | DT | +/- | P  |                                     |
| - | --------------------- | -- | -- | - | - | -- | -- | --- | -- | ----------------------------------- |
| 1 | Real Murcia           | 14 | 10 | 1 | 3 | 29 | 15 | +14 | 21 | Kwalificatie voor de eindronde      |
| 2 | Jerez CF              | 14 | 8  | 2 | 4 | 25 | 13 | +12 | 18 | Kwalificatie voor de eindronde      |
| 3 | Levante UD            | 14 | 7  | 2 | 5 | 35 | 20 | +15 | 16 |                                     |
| 4 | Gimnástico Valenciano | 14 | 4  | 5 | 5 | 18 | 20 | -2  | 13 |                                     |
| 5 | CD Malacitano         | 14 | 6  | 0 | 8 | 21 | 22 | -1  | 12 |                                     |
| 6 | Granada CF            | 14 | 4  | 3 | 7 | 20 | 23 | -3  | 11 |                                     |
| 7 | SD Mirandilla         | 14 | 5  | 1 | 8 | 21 | 30 | -9  | 11 | Degradatie naar de Tercera División |
| 8 | Elche CF              | 14 | 4  | 2 | 8 | 18 | 44 | -26 | 10 | Degradatie naar de Tercera División |

## Eindronde
|   | Club                 | WG | W | G | V | DV | DT | +/- | P  |                                   |
| - | -------------------- | -- | - | - | - | -- | -- | --- | -- | --------------------------------- |
| 1 | Celta de Vigo        | 10 | 6 | 1 | 3 | 29 | 12 | +17 | 13 | Promotie naar de Primera División |
| 2 | Real Zaragoza        | 10 | 6 | 1 | 3 | 19 | 16 | +3  | 13 | Promotie naar de Primera División |
| 3 | Arenas Club de Getxo | 10 | 5 | 1 | 4 | 16 | 13 | +3  | 11 |                                   |
| 4 | Real Murcia          | 10 | 3 | 3 | 4 | 11 | 12 | -1  | 9  |                                   |
| 5 | Girona FC            | 10 | 2 | 3 | 5 | 8  | 20 | -12 | 7  |                                   |
| 6 | Jerez CF             | 10 | 3 | 1 | 6 | 17 | 27 | -10 | 7  |                                   |

1929 · 1929/30 · 1930/31 · 1931/32 · 1932/33 · 1933/34 · 1934/35 · 1935/36 · 1936/37 · 1937/38 · 1938/39 · 1939/40 · 1940/41 · 1941/42 · 1942/43 · 1943/44 · 1944/45 · 1945/46 · 1946/47 · 1947/48 · 1948/49 · 1949/50 · 1950/51 · 1951/52 · 1952/53 · 1953/54 · 1954/55 · 1955/56 · 1956/57 · 1957/58 · 1958/59 · 1959/60 · 1960/61 · 1961/62 · 1962/63 · 1963/64 · 1964/65 · 1965/66 · 1966/67 · 1967/68 · 1968/69 · 1969/70 · 1970/71 · 1971/72 · 1972/73 · 1973/74 · 1974/75 · 1975/76 · 1976/77 · 1977/78 · 1978/79 · 1979/80 · 1980/81 · 1981/82 · 1982/83 · 1983/84 · 1984/85 · 1985/86 · 1986/87 · 1987/88 · 1988/89 · 1989/90 · 1990/91 · 1991/92 · 1992/93 · 1993/94 · 1994/95 · 1995/96 · 1996/97 · 1997/98 · 1998/99 · 1999/00 · 2000/01 · 2001/02 · 2002/03 · 2003/04 · 2004/05 · 2005/06 · 2006/07 · 2007/08 · 2008/09 · 2009/10 · 2010/11 · 2011/12 · 2012/13 · 2013/14 · 2014/15 · 2015/16 · 2016/17 · 2017/18 · 2018/19 · 2019/20 · 2020/21 · 2021/22 · 2022/23 · 2023/24 · 2024/25